# Guardrail Ridge
Guardrail Ridge är en bergstopp i Antarktis. Den ligger i Östantarktis. Nya Zeeland gör anspråk på området. Toppen på Guardrail Ridge är 2 200 meter över havet.
Terrängen runt Guardrail Ridge är huvudsakligen mycket bergig. Trakten är obefolkad. Det finns inga samhällen i närheten. 